# Arnedillo
Arnedillo tỉnh và cộng đồng tự trị La Rioja, phía bắc Tây Ban Nha. Đô thị này có diện tích là 48,33 ki-lô-mét vuông, dân số năm 2009 là 482 người với mật độ 9,97 người/km². Đô thị này có cự ly 62 km so với Logroño.